# ロッド・サーリング
ロッド・サーリング（Rod Serling, 1924年12月25日 - 1975年6月28日）は、アメリカの脚本家。テレビドラマを中心に活動した。テレビシリーズ『トワイライト・ゾーン』の脚本を手掛け、自らも出演した。

## 経歴
本名ロッドマン・エドワード・サーリング（Rodman Edward Serling）。サミュエル・ローレンス・サーリングとエスター・サーリング（旧姓クーパー）夫妻の次男としてアメリカ合衆国ニューヨーク州シラキュースに生まれ、ニューヨーク州ビンガムトンに育つ。ビンガムトン高等学校卒業。ユダヤ系の家庭に育ったが、後にユニテリアン・ユニヴァーサリズムに改宗した。
1943年1月に第二次世界大戦で出兵したが重傷を負い、パープルハート章を受章。戦場では親友の死を目の当たりにした。身長162センチと小柄だったが、軍隊ではボクサーとして頭角を現した。1945年1月に除隊したが、悪夢とフラッシュバックに生涯苦しみ続けた。
除隊の前、オハイオ州イエロースプリングズのアンティオック大学に入学。1950年に文学士の学位を得て卒業。これに先立ち、1949年、ラジオ番組『ドクター・クリスチャン』の脚本懸賞で二等に入賞。妻と共にオハイオ州シンシナティへ移り、WLWラジオ局の専属脚本家となる。
伝記作者によると、サーリングは生涯を通じて伝説的放送作家ノーマン・コーウィンに影響を受けていた。WLWから出発してCBSに落ち着いたこと、脚本に社会的なテーマを盛り込んだことなどがコーウィンとの共通点である。
1951年から『ザ・ドクター』、『ファイアサイド・シアター』、『ホールマーク・ホール・オブ・フェイム』、『ラックス・ヴィデオ・シアター』、『クラフト・テレビジョン・シアター』、『サスペンス』、『スタジオ・ワン』といった番組の脚本を書いて売れっ子の仲間入りを果たした。また、シンシナティの地方局WKRC（12チャンネル）のために『ザ・ストーム』という生放送のテレビシリーズの脚本を書いており、これは『トワイライト・ゾーン』の原型となった。
1955年、新旧両世代の権力闘争を描いた連続ドラマ『パターンズ』の脚本を執筆。この番組が空前の大ヒットとなる。その他、朝鮮戦争のベテラン兵士と拷問の後遺症を描いた『ザ・ラック』や『レクイエム・フォー・ア・ヘヴィーウェイト』などのヒットを飛ばし、中には映画化された作品もあったが、テレビ番組としてのさまざまな制約（フォードがスポンサーになった番組の脚本ではクライスラービルが除去されたこともあった）から自由になろうとしたサーリングは、自分自身の番組を創ることを決意した。
1959年、CBSが『トワイライト・ゾーン』の放映を開始。リチャード・マシスンやチャールズ・ボーモントといった彼の尊敬する書き手を起用し、自身も番組に毎週登場することによって独自色を出そうと努力した。のちに彼はインタビューの中で、SFという形式を採ったのは検閲を逃れるためだったと語った。当時はまだ人種問題や軍隊などについて大っぴらに語ることが難しかったため、彼は自身の体験に基づく社会的なメッセージをSFファンタジーのヴェールにくるんで表現したのである。『トワイライト・ゾーン』は毀誉褒貶が激しかったものの5シーズン続いた。
その後、NBCの『四次元への招待』を手がけたが、第3シーズンを迎える頃になるとサーリングの脚本は不採用になることが多くなり、『トワイライト・ゾーン』ほどの成功は得られなかった。この他、サーリングはSFやホラーの短篇小説も執筆した。これらの作品は、全3巻のトワイライト・ゾーン・ストーリーズ（1960年、1961年、1962年）などにまとめられている。
晩年はテレビ界から遠ざかり、映画の世界で活動した。長年ニューヨーク州イサカに住み、イサカ大学で教鞭をとった。
心臓を病み、冠動脈バイパス術を受けたが、手術中に三度目の心臓発作を起こし、その翌日に50歳で死亡した。